# Masacre escolar de Carmen de Patagones
La masacre escolar de Carmen de Patagones fue un incidente ocurrido el 28 de septiembre de 2004 en el Instituto N.º 202 «Islas Malvinas» de Carmen de Patagones, al sudoeste de la Provincia de Buenos Aires, Argentina, donde un alumno de 15 años, identificado como Rafael Solich, conocido como Juniors, disparó con un arma —perteneciente a su padre— contra sus compañeros de aula, provocando la muerte de tres de ellos e hiriendo a otros cinco.

## Contexto
Argentina ha tenido varios tiroteos escolares, el primero siendo además el primero en la historia de Latinoamérica, ocurrido en mayo de 1997, cuando el catorceañero Leonardo Aguirre le robó el arma de servicio a su padre (un trabajdor de la Gendarmería Nacional Argentina) y asesinó a su compañero, Cristián Fernández, a balazos. Además, en agosto de 2000, el estudiante de 19 años Javier Romero, cansado de bullying de sus compañeros, tomó un revólver perteneciente a su madre y asesinó a un compañero y gravemente hirió a otro.

### Perpetrador
Rafael "Juniors" Solich (Viedma, 27 de octubre de 1988), es hijo de Rafael Solich y Esther Pangue. Su padre lo apodó como el club de fútbol de Boca Juniors. Su padre era un miembro de la Prefectura Naval Argentina, y Solich tomó su arma para cometer el tiroteo.
Solich tenía un amigo, Dante, con quien se comunicaba en inglés para mantener la privacidad. Los compañeros de clase dijeron que la pareja escuchaba a Marilyn Manson y se vestían de negro, y solían dibujar imágenes satánicas como cruces invertidas. La pareja había ido recientemente al cine a ver Elephant, una película sobre un tiroteo en una escuela inspirada directamente en la masacre de la Escuela Secundaria de Columbine.

## Hechos
La mañana del martes 28 de septiembre de 2004 en la Escuela de Enseñanza Media N.º 202 "Islas Malvinas" de Carmen de Patagones, el alumno de en ese entonces 15 años, Rafael Solich, -quien otrora fue víctima de bullying- disparó sobre sus compañeros en el aula en la que compartían el primer año del ciclo Polimodal (educación secundaria). La masacre se llevó a cabo a las 7:35, hora del comienzo de clases, Solich ingresó al colegio al que concurrían 400 estudiantes aproximadamente, escondiendo una pistola Browning calibre 9 mm (perteneciente a su padre, suboficial de la Prefectura Naval Argentina), otros dos cargadores y un cuchillo de caza escondidos en un camperón militar.
En el aula 1.º B, Solich se colocó frente a la clase, tomó la pistola, la disparó y descargó contra sus compañeros de aula sin mediar palabras, después de vaciar el cargador, salió al pasillo. Colocó un segundo cargador e hizo un nuevo disparo, esta vez hacia el kiosquero de la escuela a quien no alcanzó a herir.
El bullying repercutió de manera negativa en el, ya venía gestionando deseos impulsivos y en el transcurso de su cursada escolar su psiquis se fue desestabilizando a causa de las vejaciones ocurridas por parte de varios de sus compañeros, lo que culminó en una fatal y triste repercusión.
Siguió su camino por el pasillo principal de la escuela hasta que Dante Pena, uno de sus compañeros de aula y amigo, se le abalanzó y logró quitarle el arma. Luego de enteradas las autoridades, no se resistió, fue arrestado y trasladado a la ciudad portuaria de Bahía Blanca. 
Como saldo del ataque fallecieron tres compañeros de aula, de entre 15 y 16 años, más otros cinco heridos. El entonces presidente Néstor Kirchner calificó el episodio como «doloroso» y dispuso dos días de duelo nacional.
En todas las escuelas del país se realizó una jornada de reflexión en la que se leyó una carta enviada por el Ministerio de Educación a todos los establecimientos educativos del país.

## Condena
Al iniciarse la causa judicial, Rafael fue confinado a un centro de internación para jóvenes delincuentes en el partido de Ensenada. Luego de ser declarado inimputable, Alicia Ramallo, la jueza que llevó el caso, se hizo cargo de su tutela y lo internó en un centro psiquiátrico juvenil en la localidad de San Miguel. Más adelante, fue diagnosticado con esquizofrenia.
Su padre, Rafael Solich, fue condenado a 45 días de prisión por negligencia al dejar el arma al alcance de un menor.